# هوراس بي. سترايت
هوراس بي. سترايت هو سياسي أمريكي، ولد في 26 يناير 1835 في مقاطعة بوتر في الولايات المتحدة، وتوفي في 25 فبراير 1894 في سيوداد خواريز في المكسيك. نشط حزبياً في الحزب الجمهوري. وقد انتخب عضو مجلس النواب الأمريكي ‏.